# SIS-Modell
Als SIS-Model bezeichnet man in der mathematischen Epidemiologie, einem Teilgebiet der Theoretischen Biologie, einen semi-realistischen Ansatz zur Beschreibung der Ausbreitung von ansteckenden Krankheiten ohne Immunitätsbildung. Dieser Artikel benutzt die Differentialgleichungen. Ein einführender Artikel mit elementarer Mathematik findet sich bei Mathematische Modellierung der Epidemiologie. 

## Voraussetzungen

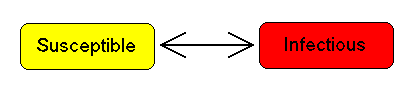
Infizierte gehen nach Genesung wieder in die Gruppe der Gesunden über.

Beim SIS-Modell werden zwei Gruppen von Individuen unterschieden: Zum Zeitpunkt {\displaystyle t}  bezeichnet {\displaystyle S(t)} die Anzahl der Gesunden (susceptible individuals) und {\displaystyle I(t)} die Zahl der Infizierten (infectious individuals). Weiterhin sei {\displaystyle N} die Gesamtzahl der Individuen. Das SIS-Modell kann dann für Krankheiten verwendet werden, die folgende Eigenschaften aufweisen:
- Jedes Individuum geht nach der Heilung der Krankheit sofort wieder in die Gruppe der Gesunden über und kann erneut angesteckt werden.
- Infizierte sind sofort ansteckend.
- Gesunde erkranken mit der linearen Rate {\displaystyle c}.
- Infizierte genesen mit der linearen Rate {\displaystyle \omega }.
- Jede Gruppe interagiert miteinander mit derselben Wahrscheinlichkeit. Dies rechtfertigt die Annahme linearer Zusammenhänge.
- Alle Parameter bleiben im biologisch sinnvollen Bereich, also {\displaystyle S(t),I(t)\in [0,\infty )}.

## Differentialgleichungen des SIS-Modells
Die Ausbreitung der betrachteten Krankheit wird meist in Form von gewöhnlichen Differentialgleichungen formuliert:

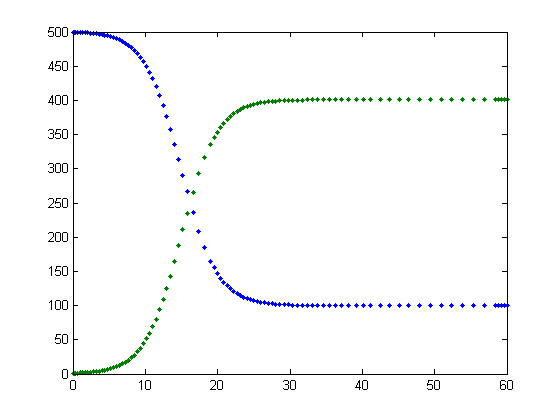
Verlauf der Zahl der Infizierten und Gesunden.

{\displaystyle {\begin{aligned}{\frac {\mathrm {d} S}{\mathrm {d} t}}&=-cIS+\omega I\\{\frac {\mathrm {d} I}{\mathrm {d} t}}&=cIS-\omega I.\end{aligned}}}Aus den Gleichungen folgt die Erhaltung der Populationsgröße:
{\displaystyle {\frac {\mathrm {d} N}{\mathrm {d} t}}={\frac {\mathrm {d} I}{\mathrm {d} t}}+{\frac {\mathrm {d} S}{\mathrm {d} t}}=0\Rightarrow N=I(t)+S(t)={\text{const.}}}
Wegen {\displaystyle S(t)=N-I(t)} lässt sich das SIS-Modell vollständig durch
{\displaystyle {\frac {\mathrm {d} I}{\mathrm {d} t}}=cI(N-I)-\omega I=(cN-\omega )I-cI^{2}}beschreiben. Definiere {\displaystyle A=cN-\omega }, wodurch sich die DGL als  {\displaystyle {\frac {\mathrm {d} I}{\mathrm {d} t}}=(A-cI)I} schreiben lässt.

### Lösungen der Differentialgleichung
Durch Trennung der Variablen folgt: {\displaystyle {\frac {\mathrm {d} I}{(A-cI)I}}=\mathrm {d} t}, woraus durch eine einfache Partialbruchzerlegung und Integration die Funktion {\displaystyle I(t)} mit der Anfangsbedingung {\displaystyle I(0)=I_{0}>0} folgt:{\displaystyle I(t)={\frac {AI_{0}e^{At}}{A+cI_{0}\left(e^{At}-1\right)}}.}Die Zahl der Gesunden {\displaystyle S(t)} folgt durch {\displaystyle S(t)=N-I(t)} aus der Lösung für {\displaystyle I(t)}.

### Analyse der DGLs durch dimensionslose Größen
Zur Vereinfachung der Analyse geht man zu dimensionslosen Größen über: {\displaystyle u_{1}:={\frac {S}{N}},u_{2}:={\frac {I}{N}},\theta =\omega t,r:={\frac {cN}{\omega }}}{\displaystyle {\begin{aligned}{\frac {du_{1}}{d\theta }}&=-ru_{1}u_{2}+u_{2}\\{\frac {du_{2}}{d\theta }}&=ru_{1}u_{2}-u_{2}\end{aligned}}}
Die Änderung {\displaystyle {\frac {du_{2}}{d\theta }}} kann nach oben abgeschätzt werden durch: {\displaystyle {\frac {du_{2}}{d\theta }}=ru_{2}-u_{2}=(r-1)u_{2}}.
Diese vereinfachte Differentialgleichung führt für r < 1 auf einen exponentiellen Abfall, damit verschwindet die Krankheit vollständig aus der Population. Für r > 1 wird auf lange Sicht der Fixpunkt {\displaystyle ({\frac {1}{r}},1-{\frac {1}{r}})} angestrebt. Die Krankheit bleibt verbreitet.

## Abgrenzungen zu weiteren Modellen
Neben dem SIS-Modell gibt es in der Epidemiologie weitere einfache Modelle, die mit gewöhnlichen Differentialgleichungen beschrieben werden können. Das sind insbesondere die folgenden:
- Das SIS-Modell stellt eine Erweiterung zum SI-Modell dar, bei dem Individuen nicht gesunden können.
- Eine alternative Erweiterung ist das SIR-Modell, bei dem Individuen immun gegen die Krankheit werden.